# Massif du Tongariro
Pour les articles homonymes, voir Tongariro.
Le massif du Tongariro est un massif de montagnes d'origine volcanique de la Nouvelle-Zélande situé dans le centre de l'île du Nord, entre le mont Ruapehu au sud-sud-est et le lac Taupo au nord-est.

## Géographie

### Topographie

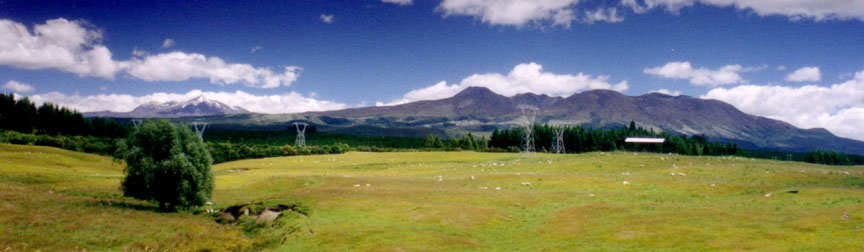
Vue panoramique du massif du Tongariro (à droite) et du mont Ruapehu (à gauche).

Le massif du Tongariro est composé d'un ensemble de cônes et de cratères volcaniques, parmi eux le mont Tongariro et le mont Ngauruhoe,  point culminant du massif avec 2 287 mètres d'altitude.

### Protection
Le parc national de Tongariro, le premier parc national de nouvelle-Zélande, a été créé sur 786,18 km2 pour protéger plusieurs sites dont le massif du Tongariro. Il a été inscrit sur la liste du patrimoine mondial de l'Unesco pour ses caractéristiques naturelles et culturelles.

## Tourisme
Plusieurs sites du massif du Tongariro attirent de nombreux visiteurs chaque année. Parmi ceux-ci, les lacs d'Émeraude, une série de petits lacs de couleur verte s'échelonnent sur des pentes du mont Tongariro et reliés entre eux par le sentier Tongariro Alpine Crossing parcouru par 65 000 randonneurs chaque année.

## Culture
Les Maoris vénèrent le mont Tongariro et le mont Ngauruhoe sous la forme de tapu.
Peter Jackson, réalisateur de la trilogie du Seigneur des anneaux, a filmé certaines scènes dans le massif du Tongariro, notamment sur les pentes du mont Ngauruhoe.